# Камсюк, Степан Матвеевич
Степан Матвеевич Камсюк (7 ноября 1921 — 30 декабря 1979) — советский лётчик-ас, подполковник ВВС СССР, участник Великой Отечественной и советско-японской войн. За время своих боевых вылетов лично им было сбито 10 самолетов. Совершил 143 боевых вылетов и провёл 43 воздушных боя.

## Биография
Степан Матвеевич Камсюк родился 7 ноября 1921 года в деревне Скиток (ныне Гомельская область, Белоруссия). В первой половине 1930-х годов семья Камсюка переехала в город Гомель. Окончил 10 классов школы.
В 1940 году был призван в Красную армию, а в следующем году окончил Борисоглебское военное авиационное училище лётчиков. В июне 1943 года сержант Степан Камсюк был назначен командиром звена 437-го истребительного авиационного полка, летал на истребителе Ла-5. С 20 августа начал принимать участие в воздушных боях Великой Отечественной войны. Участвовал в обороне Сталинграда. 13 сентября того же года Степан Матвеевич получил тяжёлое ранение в шею и голову. После выздоровления был инструктором в тылу. 20 мая 1943 года вернулся на фронт, служил в 518-м истребительном авиационном полку, летал на истребителях Як-1 и Як-9. В ноябре 1944 году был переведён на службу в 368-й истребительный авиационный полк, в этом полку летал на самолёте Як-9. К маю 1945 года имел звание старшего лейтенанта и занимал должность помощника командира полка по воздушно-стрелковой службе, совершил 135 боевых вылетов, участвовал в 43 воздушных боях и лично сбил 10 вражеских самолётов. Принимал участие во взятии Берлина.
В августе 1945 года принял участие в советско-японской войне, во время которой Степаном Камсюком было совершено несколько боевых вылетов.
После окончания советско-японской войны продолжил службу в ВВС СССР. В 1957 году окончил Высшую офицерскую школу в городе Иваново, после чего летал на реактивных самолётах. В 1957 году подполковник Камсюк перенёс инфаркт и был уволен в запас. Проживал в Гомеле, и увлекался рыбалкой. Потом Степан Матвеевич перенёс второй инфаркт, затем у него был диагностирован сахарный диабет. Скончался 30 декабря 1979 года от инсульта.

## Награды
Степан Матвеевич Камсюк был награждён следующими орденами и медалями:
- Орден Ленина;
- 3 ордена Красного Знамени (23 октября 1942[4], 1 ноября 1942 и 10 мая 1945[5]);
- Орден Отечественной войны 1-й степени (27 августа 1943[6]);
- 2 ордена Красной Звезды;
- Медаль «За оборону Сталинграда» (7 октября 1944);
- также ряд прочих медалей.